# Баязет (роман)
«Баязет» — роман писателя Валентина Пикуля, написанный в 1959—1960 годах. В 2003 году по роману был снят одноимённый сериал.
Посвящён одному из эпизодов русско-турецкой войны 1877—1878 годов — обороне немногочисленным русским отрядом крепости Баязет, вошедшей в историю под названием «баязетское сидение».

## Замысел романа
Роман «Баязет» Валентин Пикуль считал началом своей литературной биографии, хотя это было его второе крупное произведение (первый роман — «Океанский патруль» сам автор расценил как неудачный). Замысел романа возник после знакомства с работами С. С. Смирнова по исследованию истории обороны Брестской крепости в начальный период Великой Отечественной войны. Валентин Пикуль решил в романе показать аналогичный эпизод Русско-Турецкой войны (1877—1878) — осаду крепости Баязет.

## Сюжет
Исторический роман «Баязет» основан на реальных событиях русско-турецкой войны 1877—1878 годов, но имена некоторых героев заменены вымышленными. Он состоит из двух частей, каждая из которых содержит по четыре главы. В первой части Валентин Пикуль изложил историю перед началом «баязетского сидения» от приезда поручика Карабанова в часть и до попадания гарнизона баязетской крепости в ловушку. Во второй части автор описывает страдания и героизм русских солдат, оказавшихся загнаными в Баязетскую крепость, а также спасение баязетского гарнизона.

### Книга первая

#### Поручик Карабанов
Первая глава романа разбита на 12 эпизодов, в которых автор знакомит читателя с главными действующими лицами — инженерным прапорщиком Федором Петровичем фон Клюгенау (которому Пикулем отведена роль «лирического доброго гения»), поручиком Уманского казачьего полка Андреем Карабановым, которому отведена роль «злого человека» на войне, и Аглаей Хвощинской — единственной женщиной, которой предстоит выдержать полностью всю осаду Баязета, которые появляются в первом же эпизоде первые в роли бесстрашных военных, направляющихся без конвоя по делам службы в гарнизон Игдыра, а другая в роли супруги игдырского коменданта. После прибытия Андрея Карабанова в Игдыр читатель знакомится с офицерами, будущими героями обороны Баязета — «сухарем и карьеристом» капитаном Ефремом Штоквицем, «честным и потому бедным» майором Николаем Потресовым, «академиком и вольнодумцем» штабс-капитаном Юрием Некрасовым, колоритнейшим есаулом Назаром Ватниным. Но главная сцена — представление поручика Карабанова полковнику Никите Семёновичу Хвощинскому (за которого вышла Аглая) — именно здесь раскрывается злой и дерзкий образ Карабанова и великодушный характер мудрого старого полковника.

#### Ночные всадники
Глава начинается с начала боевых действий и марша русских войск на враждебную турецкую территорию. Мы знакомимся с важным персонажем — «кавалером» Василием Степановым Хреновым — старым николаевским солдатом, добровольно пошедшим на войну — ибо война есть его жизнь. Зубов «кавалер» не имеет, их выбили все до одного «отцы-командиры». На каждом шагу русских подстерегает смерть, поэтому сверхважен тот опыт, которым обладают старые солдаты и унтер-офицеры и настоящие офицеры-«кавказцы», без него выжить в этой азиатской «войне без правил» невозможно — «Покажи турку, что ты его боишься, и ты пропал» — говорит полковник Хвощинский. Он, не угодивший высшему начальству своими «пессимистическими» рапортами, отрешён от должности баязетского командира и прибывает новый начальник — полковник Адам Платонович Пацевич, сделанный из другого теста, чем Хвощинский — «фазан», паркетный командир, с первой минуты своего появления в Баязете вызвавший жуткую ненависть к своей персоне практически у всех. Именно Пацевич, своей безграничной тупостью и безграничным самомнением добился того, что турецкая ловушка, которой и был Баязет, сданный русским без боя, захлопнулась для тысячи с небольшим русских воинов.

#### Араратское пекло
Глава начинается с возвращения сотни Карабанова с тяжелейшей рекогносцировки по территории противника, так Карабанов принёс в Баязет сведения, что турок и курдов 30 тысяч — то есть в 30 раз больше русского гарнизона Баязета. Андрею поручают даже более серьёзное, чем рубка с дикими курдами, дело — любым способом получить жалование для гарнизона в игдырском казначействе — задача почти невыполнимая, вот где пригодились злость и беспардонность Карабанова — убедившись, что никакими честными методами получить деньги нельзя, Андрей соглашается дать казначею мзду — 3 % от всей суммы, а именно 3500 рублей, но Андрей вероломно обманывает и нарушает своё слово и требует расписки о получении казначеем взятки и таким образом привозит в Баязет все деньги.
В это время прибывшая в Баязет Аглая Хвощинская приступает к обязанности сестры милосердия в баязетском госпитале. Ещё не началась осада, но происходит непоправимое — турки угоняют отару овец — мясной запас гарнизона и значит гарнизон обречен на «голодное сидение», отвечает за это полковник Пацевич, изменивший план обороны, выработанный Хвощинским и в обороне появляются «дырки» на радость туркам.
Мы становимся свидетелями того, как красавица-турчанка Зия-Зий проникает в крепость, чтобы передать письмо турецкого генерала к подполковнику русской службы Исмаил-хану Нахичеванскому, который в романе показан совершеннейшим ничтожеством, для которого и измена не такой уж и необычный поступок.
У Андрея Карабанова наступает душевный надлом — он чувствует себя подлецом по отношение к Аглае, а избиение им за воровство старого казака делает Андрея изгоем в глазах собственных подчинённых. Карабанов погружается в тяжёлый запой. В поисках самого себя в задушевном разговоре с поэтом и бессеребренником Клюгенау он случайно обнаруживает что барон тайно влюблен в Аглаю. Он смеется над ним и Клюгенау заканчивает разговор жестко: «У меня к вам две просьбы — никогда не касайтесь моей любви и не пейте больше водки — завтра офицерское собрание!».
Ключевая сцена главы — офицерское собрание, где обсуждается план дальнейших действий. Капитан Штоквиц первый высказывает роковую мысль — требуется «дело», то есть большая рекогносцировка (экспедиция на занимаемую турками территорию значительным силами. Опытнейший человек — полковник Хвощинский выступает против «дела», единственно необходимого Пацевичу, чтобы поиграть в полководца и отличиться в глазах генералов в Тифлисе. Хвощинский говорит, что достаточно имеющихся от лазутчиков сведений чтобы узнать точно, что собираются предпринять турки, обладая абсолютным численным перевесом. По традиции русской армии решение принимается голосованием и решающим оказывается голос Карабанова, который до последнего колеблется и наконец совершает страшную ошибку, высказавшись за рекогносцировку. «Выходит, я ошибался в вас» — говорит Андрею Хвощинский, старый полковник, предвидя, что это мероприятие может обернуться разгромом присоединяется к выступающим из крепости войскам. «За мною, сотня, рысью… марш» — этими словами Карабанова заканчивается глава и начинается обреченная с самого начала экспедиция.

#### Под ятаганами
Натуралистичное замечание делает штабс-капитан Юрий Некрасов про курдский народ: «Нет страшнее народа без родины: сегодня нас режут, завтра армян, а потом их самих турки режут. Но вояки они матерые!».
Полковник Пацевич наугад посылает своих людей вперед, они попадают в самые лапы турок, а значит в лапы смерти. «Вы особенно не нервничайте» — говорит Карабанову Хвощинский, — «умирать надо всегда спокойно…». Пацевич поздно понимает, что это ловушка, и единственное что может предпринять — советуется с Хвощинским. Тот отвечает: «Прикажите срочно отступать на Баязет. Всё бессмысленно и глупо! Для того чтобы сварить яйцо, не обязательно поджигать свой дом… Играйте отход!».
Воинская фортуна изменяет внезапно русским: на баязетском майдане на капитана Штоквица и нескольких солдат нападают озлобленные, но до поры скрывавшие свою ненависть к неверным баязетские турки. Но Штоквиц не дрогнул и огнём ответил на вероломство, и русские вышли победителями.
Мы знакомимся с главными противниками баязетского гарнизона — Фаик-пашой, «жестоким сластолюбцем» и сыном имама Шамиля, Кази-Магомой, он присягнул русскому царю, но не в силах жить рядом с ненавистными русскими, бежал в Турцию и сразу стал турецким генералом. К. М. мечтает о том, чтобы, уничтожив упрямых баязетцев, вторгнуться в Армению и, уничтожая всё живое на своем пути, войти в Тифлис, а оттуда в Чечню, ведь теперь он законный имам Чечни и Дагестана. Но русские не желают сдавать Баязет и возвращение в Чечню всё больше откладывается.
Русский отряд отступает в Баязет с трёх сторон окружённый войсками Фаик-паши и Кази-Магомы. Происходит то, что метко будет названо «бойней Пацевича», русские балансируют на грани полного разгрома и уничтожения. Пацевич наконец признаёт свой крах и командование принимает Хвощинский. Казаки же, спасая отряд от полного окружения, принимают неравный бой с чеченцами и черкесами Кази-Магомы и лишь их отчаянность и безумие в жуткой рубке спасают положение. И в этот момент смертельное ранение получает полковник Хвощинский, но его тело на руках под бешеным огнём турок будет солдатами отнесено в Баязет и следовательно свой последний бой старый воин выиграл. Начинается «баязетское сидение» — самые тяжёлые страницы романа.

### Книга вторая

#### Смятение
Осада начинается с самого страшного — как и следовало ожидать, первым делом окружив баязетский замок (цитадель), турки перекрывают водопровод, а по преступному недомыслию Пацевича запас воды сделан не был — поэтому к страшной пытке голода присоединяется гораздо большая — пытка жаждой в араратском пекле. Стратегический смысл обороны Баязета подытожил поэт, а по совместительству единственный инженер гарнизона — барон Клюгенау: «Баязет — ключ ко всему ванскому санджаку (области), Фаик-паша, пока мы тут дохнем, но однако не сдаёмся, не осмелится перевалить хребет Агры-Даг и принести кровь и смерть в Армению».
Нет в артиллерии более важной фигуры, чем канонир — артиллерийский наводчик — от него полностью зависит, как будет сделан выстрел. У Баязета есть канонир Кирюха Постный, он неоднократно своим искусством спасает гарнизон Баязета. Один выстрел, разрушивший крупповское орудие турок, предотвращает разрушение каменной цитадели Баязета, за этот выстрел канонир Кирюха Постный заплатил жизнью.
Как и рассчитывал враг, вода в Баязете закончилась в первую же неделю осады. Поэтому единственным выходом стали вылазки «охоты» за водой, когда мало кому из охотников удавалось возвратиться с драгоценной ношей, самым же надежным способом доставки воды оказались солдатские сапоги. Охотников за водой до самого конца осады меньше не становилось — несмотря на смертельный риск жажда не та проблема, которую можно на время отложить.
Вместе с русскими воинами мучения голода и жажды претерпевают и беженцы — армянские женщины и дети — ведь первым делом турецкие редифы (солдаты-пехотинцы), войдя в Баязет, произвели поголовное уничтожение армян с сатанинским вдохновением, также они особенно старательны в пытках раненных русских солдат, не оставляя не одного живого. Эта привычка не брать пленных и периодически вырезать немусульманское население Турции — старинная и устойчивая традиция Османской Империи, дожившая до последних дней жизни этой Империи в 1922 году.
В приватном разговоре с Клюгенау доктор Сивицкий передает барону револьвер системы «лефоше», стреляющий мельхиоровыми пулями. Перед смертью Хвощинский делает жестокое, но совершенно необходимое распоряжение: застрелить Аглаю в случае, если турки все-таки ворвутся в цитадель — первым, кому досталась эта миссия, стал доктор Сивицкий, но ни разу в жизни не убивший ни одного человека, он передаёт её Клюгенау, который долго не соглашается, но поразмыслив и поняв, что лучше русской женщине быть убитой русским офицером, чем попасть в руки турок — знаток Корана барон знает, как пророк Магомет заповедал относиться к женщине — как к мешку с орехами (на самом деле в Коране такой заповеди нет).
Назревает кульминация — Фаик-Паша понимает, что терпение повелителя всех правоверных — султана — иссякает, и неудачливому полководцу будет в качестве последнего султанского подарка привезён шелковый шнурок, чтобы тот удавился.
Начинается генеральный штурм турками баязетского замка и в самый разгар кровопролитного сражения раздаётся изменническая команда — прекратить огонь. И её отдал командир русских войск полковник Пацевич. Есаул Ватнин открыто в полный голос первый отказался исполнять изменнический приказ. Нервы защитников Баязета в этот момент и без того доведённые до последней крайности, запели как тетива лука. Все колеблется как на чашах весов — Пацевич наполовину добился исполнения своего приказа сдать Баязет. Но внезапно отпор полковнику даёт Андрей Карабанов, также отказавшись исполнять приказ Пацевича прекратить защищать крепость и противопоставивший злобе Пацевича свою карабановскую злобу. Заколебались и солдаты в эти решающие минуты — почуяв угрозу поголовного уничтожения турками, заплакал старый гренадер Хренов — «Продают нас, сыночки, продают!». Отпор Пацевичу даёт и слабая женщина — Аглая Хвощинская, говоря солдатам: «Не надо сдаваться! Вы же русские люди!» Ватнин и Пацевич направляют друг на друга револьверы, но в моральном поединке побеждает своим бесстрашием перед лицом смерти есаул. Майор Потресов выкатывает во двор крепости орудие с целью встретить турок картечью, если Пацевичу удастся открыть ворота крепости.
Развязка наступает неожиданно — когда Пацевич поднимается на стену, чтобы объявить туркам о капитуляции, сначала в него попадает турецкая пуля, а сразу затем и другая пуля — сзади, как мгновенно все понимают. Выстрел приписывают Карабанову, но на самом деле, когда доктор Сивицкий её извлекает из тела Пацевича, она оказывается мельхиоровой — стрелял в предателя-командира Клюгенау.
Этот эпизод попытки Пацевичем сдачи Баязета — переломный и ключевой в истории обороны крепости и романа Пикуля. Крайне важен этот момент — русский гарнизон, сначала лишившийся своего «отца» — полковника Хвощинского, после неожиданной измены полковника Пацевича не превратился в неуправляемую массу. Офицеры и солдаты сохранили верность долгу и присяге, а измена командира не привела к замешательству, и в Баязет не ворвались турки.

#### Кровавый пот
Серьёзность своих намерений высказывает комендант крепости капитан Штоквиц — прибывшему вскоре после провала штурма турецкому парламентёру Штоквиц говорит, что тот станет последним парламентёром, которого пустят в Баязет, в следующий раз предложившего сдачу повесят на виду у турок. И слово своё Штоквиц сдержал.
Штоквицу и Клюгенау удаётся отстранить от командование гарнизоном старшего в чине подполковника Исмаил-Хана Нахичеванского путём разоблачения Клюгенау его тайных связей с турками. Тут заключается некоторая странность: Пикулем описано только прочтение ханом письма от своего старого знакомого Мусы-паши Кундухова, бывшего генерала русской армии, перешедшего на службу к туркам и обритие ханского черепа, согласно шариату, которое спасло бы жизнь хана, если в Баязет ворвутся турки. Если ханская глупость описана в романа правдоподобно, то предательство его столь небрежно, что возникают поневоле большие сомнения в истинности этого обвинения.
До того момента пафосное описание защиты крепости сменяется на житейскую повседневность, описание мелких подробностей взаимоотношений между людьми, волею судеб запертых в баязетском замке.
Даётся необычная сцена объяснения Аглаи с Федором Клюгенау, который из-за любви отдаёт ей свою воду, рискуя умереть от жажды. Аглаю передёргивает от предсмертной жалобы Пацевича (которого смерть освобождает от позора), что осада помешала ему сделаться на старости лет губернатором в Оренбурге.
Удивительная история приключилась с революционером — штабс-капитаном Некрасовым — он дважды избегает смерти от турецкого ятагана, чтобы потом попасть в Тифлисе в политическую тюрьму.
Чтобы турки не подумали, что баязетский гарнизон совсем пал духом, русские из числа самых отчаянных храбрецов предпринимают дерзкий набег. Узнав о безумной выходке русских, сиятельный Фаик-паша несколько суток был без сознания.
Адам Платонович Пацевич умирает: спокойно и достойно. Он принял наказание за попытку предательства и умер, оставшись русским офицером. В. Пикуль пишет, что Пацевич был одинаково искренен и тогда, когда пытался сдать крепость туркам и тогда, когда сняв с души тяжкий грех он уходил в вечность.

#### Бессмертный гарнизон
Разбирая после смерти Пацевича его бумаги, Ватнин с Клюгенау обнаруживают пресловутую «зеленую книжечку генерала Безака», про которую полковник прожужжал уши всем офицерам. Затем обнаруживается секретное досье на неблагонадежного штабс-капитана Некрасова, и Клюгенау отдает его Юрию Тимофеевичу Некрасову, лично в руки.
В тот самый момент, когда вода в крепости совсем закончилась к крепости подходит кавалерийский отряд старшего брата Исмаил-хана — Карбулай-хана Нахичеванского, но прогнать малыми силами таборы Фаик-паши невозможно и баязетское сидение продолжилось. Реальность подытожил Ю. Некрасов: «…гарнизон уже перевалил через хребет мужества в ту прекрасную долину, которая носит название Бессмертия. И никогда ещё Баязет не стоял так крепко и нерушимо, как сейчас!».
В момент полного израсходования всех сил со стороны Персии приходят грозовые тучи и на измученных защитников проливается дождь. И одновременно приходит и долгожданная весточка от избавителя — генерала Тергукасова: «Одна нога здесь, другая там, я выступаю к вам из Игдыра…».
Более трёх недель длилось баязетское сидение, за пределами сил человеческих в этой самой бескорыстной из войн России с турками. Одной из последних жертв станет старый майор-артиллерист Потресов, который, выкатив в крепостной двор артиллерийское орудие, не допустил, чтобы Пацевич открыл ворота крепости туркам.

#### Фазаны и шайтаны
Но история баязетского гарнизона не заканчивается вызволением «сидельцев», далее следует эпилог.
Поручик Андрей Карабанов попал на Кавказ, как было принято в XIX столетии, в качестве наказания: блестящий офицер первого полка русской кавалерии — лейб-гвардии кавалергардского, он «оскорбил действием», а попросту влепил пощёчину сослуживцу — князю Витгенштейн-Унгерну за то, что тот ударил солдата — георгиевского кавалера, повод для поединка между офицерами налицо, но гуляка и повеса Карабанов не пожелал проливать кровь другого русского офицера в мирное время и за «порочащее звание офицера деяние» был сослан служить на Кавказ. За нечеловеческое мужество при защите баязетской цитадели поручик Карабанов получил беленький крестик в петлицу — орден святого Георгия 4-го класса, высший знак отличия для боевого офицера русской Императорской Армии, который не давался за простое участие в боевых действиях или даже за ранение, а лишь за исключительные личные заслуги на поле брани. Так гвардейский «фазан» стал «шайтаном», настоящим офицером-«кавказцем».
Случайно встречается бывший кавалергард, а ныне казачий сотник Андрей Карабанов с самим наместником всего Кавказа и командующим Кавказской армией великим князем Михаилом Николаевичем, младшим братом императора Александра Второго — человеку огромного роста и нечеловеческой физической силы. Великий князь раньше знал Карабанова в столице и решает взять его в свою свиту, офицером для поручений. В. Пикуль в общем, довольно правдиво описал кавказского наместника, невеликого полководца, но настоящего русского офицера. Он чётко разделяет плац-парадный стиль в военном деле и боевую работу боевых офицеров-кавказцев и умеет ценить русского солдата, как бы там ни говорили покойный его отец — император Николай Первый понимал эту разницу, подобную пропасти и отлично знал, что куют Честь и Славу Империи отнюдь не гвардейские щелкоперы — петербургские «фазаны». Михаил Николаевич приблизил боевого офицера Карабанова не просто так — а для дрессировки «фазанов».
Юрий Некрасов попадает-таки в цепкие лапы «голубых мундиров» — вольнодумец со значком Императорской Николаевской Академии Генерального Штаба причастен к террористам-народовольцам и был вовлечён в нелегальную доставку в Россию подпольной литературы. Некрасов завяз крепко, ему не вырваться. Но баязетские сослуживцы, знающие, чего действительно стоит штабс-капитан Юрий Некрасов, решают устроить ему побег, пока он содержится в Тифлисе и слабо охраняется. Баязетцы не сдают своих боевых товарищей и не бросают их в беде. Для решающего разговора в камеру к Некрасову, воспользовавшись своим высоким положением при наместнике приходит Карабанов и спрашивает согласия Некрасова на устройство его побега. Но Юрий Тимофеевич оскорбляет своего однополчанина, словесно приравняв его почти что к палачам.
Прапорщик Фёдор Клюгенау, оказывается, имеет большое везение в игре в карты и однажды сев за зелёное сукно он встаёт из-за него богачом. Не забыв сделать выгодное коммерческое вложение, он едет к семье погибшего смертью храбрых майора Потресова и, сказав, что покойный майор однажды дал ему в долг 800 рублей и спокойно отдает эти деньги дочерям Потресова. В этом, собственно, весь барон Фёдор Петрович фон-Клюгенау. Но имея талант приносить добро, Клюгенау умеет быть по-немецки методичным — он ещё в крепости выяснил, что комендант Баязета Штоквиц доносчик и играет роль соглядатая за Некрасовым. Барон находит Штоквица в борделе и убеждается в том, что он в Штоквице не ошибся.
Поручик Карабанов не стал вновь блестящим кавалергардом, нетрудно заметить, что поручика вела по жизни счастливая звезда и он неоднократно избегал смерти в бою, но он встречается вновь с князем Витгенштейном и умудряется, будучи мертвецки пьяным (до беспамятства) снова того смертельно оскорбить, на этот раз из-за женщины — кузины Карабанова княжны Долли, на этот раз всё серьёзней некуда. Состоявшаяся дуэль приводит к неожиданному итогу — трусоватый князь убивает Андрея наповал — Карабанов совершенно неверно оценил ситуацию и стреляет в воздух тогда, когда это обозначает умереть самому.
Единственный главный герой гибнет уже после войны, другие же герои романа Пикуля проживут такие разные, но долгие жизни. Но со смертью главного героя наметившийся треугольник Карабанов-Аглая-Клюгенау не исчезает. Гражданский инженер Ф. П. Клюгенау строит в Петербурге не один мост. Встретившись однажды с Аглаей вновь, он уже не расстаётся с ней никогда: они оба умрут почти одновременно в Ленинграде десятилетия спустя войны России за освобождение балканских славян (и за спасение армянского народа, как мы знаем из романа Пикуля). И люди, которым выпадает разбирать после их смерти их вещи, будут очень удивлены, найдя две медали «За геройскую защиту Баязета в 1877 году».

## Персонажи
Некоторые персонажи книги имеют реальных прототипов.
- Поручик Андрей Карабанов — главный герой.
- Аглая Хвощинская — возлюбленная поручика Карабанова.
- Полковник Хвощинский — муж Аглаи, первый командир Баязета
- барон фон Клюгенау — инженерный прапорщик
- Юрий Тимофеевич Некрасов — штабс-капитан Генерального штаба, революционер.
- Ефрем Иванович Штоквиц — комендант крепости Баязет.
- Сивицкий А. Б. — военный врач.
- Евдокимов А. Г. — юнкер.
- Ватнин Н. М. — есаул, командир второй казачьей сотни.
- Нахичеванский, Исмаил Хан — командир Эриванского конно-иррегулярного полка.
- Адам Платонович Пацевич — полковник, второй командир Баязета.
- Оде-де-Сион — офицер, секундант князя Унгерн-Витгенштейна, знаток и педантичный блюститель дуэльного кодекса.